# Андроник Синадин
Андроник Синадин (грч. Ανδρονικος Συναδηνος) је био византијски аристократа, генерал, администратор и дипломата из средине XII века, близак цару Манојлу I Комнину. Обављао је значајне световне функције у Драчу и на Кипру и Нишу постављен за стратега. Дао је значајан допринос склапању мира са Угарском 1156. године.
Мало се зна о пореклу и животу Андроника Синадина, иако је његово презиме у то вријеме било прилично познато. Главни подаци о њему садржани су у епитафу који је за њега написао Јован Кинам и који се чува у грчком рукопису у библиотеци Марчијана (Цод. Марциано гр. бр. 524, фол. 107). У њему се наводи да је Андроник био ожењен Зојом Комнин Анђел – блиском рођаком цара Манојла I Комнина, која је такође била унука цара Алексија I Комнина од његове ћерке Теодоре. Андроник и Зоја су имали децу, међути о њима није остало ништа забележено,познато је да је једно дете рано умрло.
Као део царевог најужег круга, Андроник се попео на високе световне и војне положаје у Драчу и на острву Кипар. Постао је стратег Ниша и учествовао у мировним преговорима са Мађарима који су довели до склапања мира 1156. године.
Године 1158. Андроник Синадин је био део свите која је пратила цареву нећаку Теодору у Тир, где је одржано њено венчање са јерусалимским краљем Балдуином III.
Коначно, Синадин је постављен за гувернера Трапезунта, где је успео да се избори са многим проблемима. Ту се Андроник Синадин разболе и умире на путу кући, мало пре смрти се замонашио и понео име Атанасије.